# 우크라이나 독립통신사

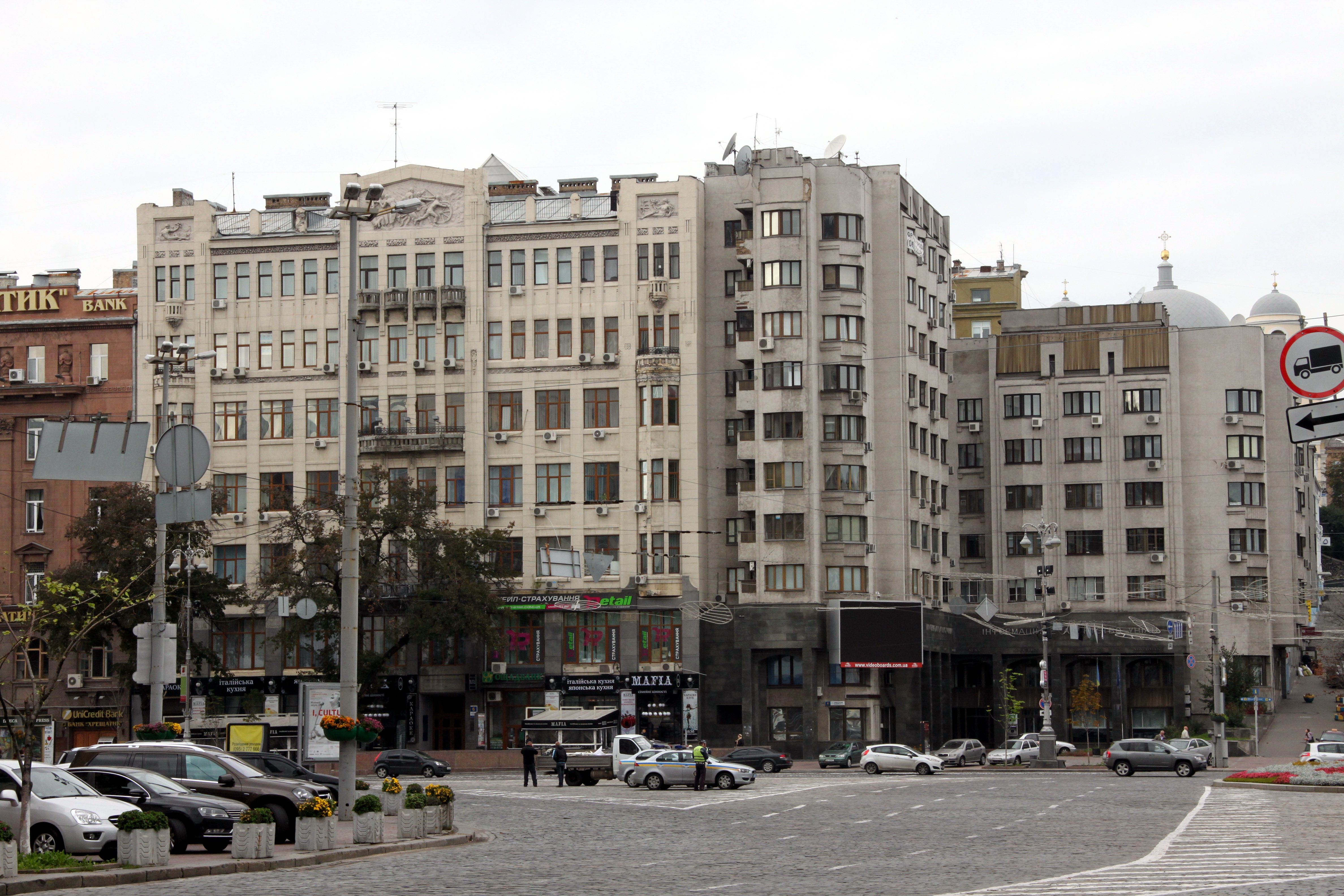

우크라이나 독립통신사(우크라이나어: Українське Незалежне Інформаційне Агентство Новин, 영어: Ukrainian Independent Information Agency, 약칭: 우니안(УНІАН, UNIAN))는 키이우에 위치한 우크라이나의 통신사이다. 정치, 사업, 금융 정보를 생산하고 제공한다. 사진 보고 서비스도 제공한다.
UNIAN은 이호르 콜로모이스키와 관련된 1+1 미디어 그룹의 일부이다. UNIAN은 1993년 3월 설립되었다. 소련 통치 시기의 유산인 자체 건물을 보유하고 있으며 키이우 흐레샤티크가에 위치해 있다.